# Moadon Kaduregel Hapoel Tel Aviv 2022-2023
Questa voce raccoglie le informazioni riguardanti il Moadon Kaduregel Hapoel Tel Aviv nelle competizioni ufficiali della stagione 2022-2023.

## Maglie e sponsor
Per la stagione 2022-2023 lo sponsor tecnico è Adidas, mentre il main sponsor sulla maglia è Hachshara. La maglia contiene un logo commemorativo per festeggiare i 100 anni di fondazione della squadra, avvenuta nel 1923.
|  | 1ª divisa |

## Rosa
| N. |                        | Ruolo | Calciatore            |
| -- | ---------------------- | ----- | --------------------- |
| 1  | Lituania (bandiera)    | P     | Emilijus Zubas        |
| 2  | Israele (bandiera)     | D     | Ben Bitton (capitano) |
| 3  | Israele (bandiera)     | C     | David Keltjens        |
| 4  | Israele (bandiera)     | D     | Stav Lemkin           |
| 5  | Francia (bandiera)     | D     | Antoine Conte         |
| 6  | Israele (bandiera)     | D     | Adi Gotlieb           |
| 7  | Israele (bandiera)     | A     | Niv Zrihan            |
| 8  | Israele (bandiera)     | C     | Yosef Azulay Shlomy   |
| 9  | Slovenia (bandiera)    | A     | Alen Ozbolt           |
| 11 | Israele (bandiera)     | C     | Dan Einbinder         |
| 12 | Israele (bandiera)     | A     | Qays Ghanem           |
| 14 | Israele (bandiera)     | C     | El Yam Kancepolsky    |
| 15 | Montenegro (bandiera)  | A     | Aleksandar Boljević   |
| 18 | Israele (bandiera)     | D     | Dor Elo               |
| 19 | Spagna (bandiera)      | A     | Pablo González        |
| 20 | Paesi Bassi (bandiera) | C     | Godfried Roemeratoe   |
| 21 | Israele (bandiera)     | A     | Omer Senior           |
| 23 | Croazia (bandiera)     | C     | Hrvoje Ilić           |
| 24 | Israele (bandiera)     | C     | Ariel Cohen           |
| 26 | Israele (bandiera)     | D     | Yahav Gurfinkel       |

| N. |                           | Ruolo | Calciatore          |
| -- | ------------------------- | ----- | ------------------- |
| 28 | Israele (bandiera)        | A     | Yoav Tomer          |
| 29 | Israele (bandiera)        | C     | Ran Binyamin        |
| 30 | Israele (bandiera)        | A     | Hisham Layous       |
| 31 | Israele (bandiera)        | A     | Sabastian Hernandez |
| 32 | Israele (bandiera)        | D     | Leo Benvanishti     |
| 37 | Israele (bandiera)        | D     | Amir Ela            |
| 38 | Israele (bandiera)        | C     | Yuval Cohen         |
| 45 | Israele (bandiera)        | A     | Sagi Genis          |
| 55 | Israele (bandiera)        | P     | Ido Sharon          |
| 72 | Israele (bandiera)        | D     | Or Israelov         |
| 77 | Israele (bandiera)        | A     | Raz Twizer          |
| 89 | Israele (bandiera)        | C     | Tal Archel          |
| 99 | Israele (bandiera)        | A     | Ravve Assayeg       |
| -- | Israele (bandiera)        | D     | Li On Mizrahi       |
| -- | Israele (bandiera)        | C     | Shay Lee Izan       |
| -- | Costa d'Avorio (bandiera) | C     | Abou Dosso          |
| -- | Nuova Zelanda (bandiera)  | P     | Stefan Marinovic    |
| -- | Israele (bandiera)        | A     | Shavit Mazal        |
| -- | Israele (bandiera)        | A     | Sintayehu Sallalich |
| -- | Israele (bandiera)        | A     | Idan Vered          |

## Calciomercato

### Sessione estiva
| Acquisti | Acquisti            | Acquisti                | Acquisti                         |
| R.       | Nome                | da                      | Modalità                         |
| -------- | ------------------- | ----------------------- | -------------------------------- |
| A        | Alen Ozbolt         | Slovan Bratislava       | acquisto definitivo (220 mila €) |
| A        | Hisham Layous       | Kafr Qasim              | acquisto definitivo (200 mila €) |
| A        | Pablo González      | Sigma Olomouc           | acquisto definitivo (gratuito)   |
| C        | David Keltjens      | Hapoel Be'er Sheva      | -                                |
| C        | Godfried Roemeratoe | Twente                  | acquisto definitivo (gratuito)   |
| A        | Qays Ghanem         | Hapoel Be'er Sheva      | acquisto definitivo (gratuito)   |
| P        | Stefan Marinovic    | Hapoel Nof HaGalil      | acquisto definitivo (gratuito)   |
| A        | Sintayehu Sallalich | Gençlerbirliği          | acquisto definitivo (gratuito)   |
| D        | Dor Elo             | Maccabi Petah Tiqwa     | acquisto definitivo (gratuito)   |
| D        | Antoine Conte       | FCU Craiova             | ?                                |
| D        | Abou Dosso          | Hapoel Rishon LeZion    | ?                                |
| D        | Ayman Ali           | Tzeirei Tayibe          | ?                                |
| D        | Yahav Gurfinkel     |                         | svincolato                       |
| D        | Raz Shlomo          | Maccabi Natanya         | fine prestito (30.6.2022)        |
| A        | Ofek Ovadia         | Beitar Tel Aviv Bat Yam | fine prestito (30.6.2022)        |
| A        | Shavit Mazal        | Ashdod                  | fine prestito (30.6.2022)        |
| A        | Eden Hershkovitz    | Beitar Tel Aviv Bat Yam | fine prestito (30.6.2022)        |
| C        | Ilay Tamam          | Maccabi Petah Tiqwa     | fine prestito (30.6.2022)        |
| D        | Itzik Sholmyster    | Maccabi Ahi Nazaret     | fine prestito (30.6.2022)        |
| D        | Abdi Farhat         | Ironi Tiberias          | fine prestito (30.6.2022)        |
| P        | David Alon          | Shimson Kfar Qasem      | fine prestito (30.6.2022)        |
| C        | Itamar Efrat        | Holon Yermiyahu         | fine prestito (30.6.2022)        |
| P        | Ido Sharon          | Hapoel Kfar Shalem      | fine prestito (30.6.2022)        |

| Cessioni | Cessioni             | Cessioni             | Cessioni                            |
| R.       | Nome                 | a                    | Modalità                            |
| -------- | -------------------- | -------------------- | ----------------------------------- |
| D        | Doron Leidner        | Olympiacos           | cessione definitiva (2 milioni €)   |
| A        | Osher Davida         | Standard Liegi       | cessione definitiva (1,6 milioni €) |
| C        | Shay Elias           | Hapoel Be'er Sheva   | cessione definitiva (700 mila €)    |
| D        | Raz Shlomo           | Maccabi Natanya      | cessione definitiva (260 mila €)    |
| C        | Marko Janković       | Qarabağ              | cessione definitiva (125 mila €)    |
| P        | Shlomi Azulay        | Maccabi Bnei Reineh  | cessione definitiva (gratuita)      |
| A        | Eden Hershkovitz     | Floriana             | cessione definitiva (gratuita)      |
| P        | Yigal Becker         | Hapoel Kfar Saba     | cessione definitiva (gratuita)      |
| D        | Abdi Farhat          | Hapoel Qalansawe     | cessione definitiva (gratuita)      |
| C        | Ilay Tamam           | Hapoel Rishon LeZion | ?                                   |
| P        | David Alon           | Ironi Ashdod         | ?                                   |
| D        | Alon Azugi           | Hapoel Gerusalemme   | prestito (30.6.2023)                |
| D        | Benny Tridovski      | Hapoel Gerusalemme   | prestito (30.6.2023)                |
| D        | Tom Ahi Mordechai    | Bnei Yehuda          | prestito (30.6.2023)                |
| D        | Ayman Ali            | Hapoel Kfar Saba     | prestito (30.6.2023)                |
| P        | Roy Baranes          | Shimshon Tel Aviv    | prestito (30.6.2023)                |
| P        | Ernestas Šetkus      |                      | svincolato                          |
| D        | Mohamed Kalil Traoré |                      | svincolato                          |
| D        | Itzik Sholmyster     |                      | svincolato                          |
| A        | Ange-Freddy Plumain  | Ruch L'viv           | fine prestito (30.6.2022)           |
| P        | Bohdan Sarnavs'kyj   | Dnipro-1             | fine prestito (30.6.2022)           |

### Sessione invernale
| Acquisti | Acquisti            | Acquisti           | Acquisti                       |
| R.       | Nome                | da                 | Modalità                       |
| -------- | ------------------- | ------------------ | ------------------------------ |
| P        | Emilijus Zubas      | Arouca             | acquisto definitivo (gratuito) |
| C        | Hrvoje Ilić         | BSK Bijelo Brdo    | ?                              |
| A        | Aleksandar Boljević | Standard Liegi     | acquisto definitivo (gratuito) |
| A        | Ravve Assayeg       | Hapoel Akko        | acquisto definitivo (gratuito) |
| D        | Benny Tridovski     | Hapoel Gerusalemme | fine prestito                  |
| D        | Abdi Farhat         | Hapoel Qalansawe   | fine prestito                  |
| P        | David Alon          | Ironi Ashdod       | fine prestito                  |
| D        | Alon Azugi          | Hapoel Gerusalemme | fine prestito                  |
| D        | Tom Ahi Mordechai   | Bnei Yehuda        | fine prestito                  |

| Cessioni | Cessioni            | Cessioni             | Cessioni                       |
| R.       | Nome                | a                    | Modalità                       |
| -------- | ------------------- | -------------------- | ------------------------------ |
| C        | Shay Lee Ayzen      | Beitar Gerusalemme   | cessione definitiva (gratuita) |
| D        | Abou Dosso          | Bnei Sakhnin         | cessione definitiva (gratuita) |
| A        | Sintayehu Sallalich | Nea Salamis          | cessione definitiva (gratuita) |
| A        | Idan Vered          | Hapoel Petah Tiqwa   | cessione definitiva (gratuita) |
| P        | Stefan Marinovic    |                      | svincolato                     |
| D        | Benny Tridovski     | Hapoel Rishon LeZion | prestito (30.6.2023)           |
| D        | Abdi Farhat         | Hapoel Ra'anana      | prestito (30.6.2023)           |
| P        | David Alon          | Hapoel Ra'anana      | prestito (30.6.2023)           |
| D        | Alon Azugi          | Hapoel Petah Tiqwa   | prestito (30.6.2023)           |
| A        | Shavit Mazal        | Ashdod               | prestito (30.6.2023)           |
| D        | Tom Ahi Mordechai   | Hapoel Kfar Saba     | prestito (30.6.2023)           |

## Risultati

### Ligat Ha`Al

#### Stagione regolare
| Arbitro: | Uriel Greenfeld |

|                        |           |  |
| Twito 25’ Gozlan 90+5’ | Marcatori |  |

| Arbitro: | Roi Reinshreiber |

|  |           |                         |
|  | Marcatori | 11’ Dumitru 33’ Dumitru |

| Arbitro: | Shmuelevich |

|  |           |                       |
|  | Marcatori | 41’ Ožbolt 48’ Ghanem |

| Arbitro: | Leibovitz |

|                            |           |                                      |
| Ghanem 23’ Kancepolsky 61’ | Marcatori | 60’ Selmani 66’ Sulejmanov 82’ Ansah |

| Arbitro: | Levi |

|                                                        |           |                                        |
| Gotlieb 32’ (aut.) Buzaglo 34’ Buzaglo 59’ Kutalia 77’ | Marcatori | 20’ González 36’ González 45+1’ Senior |

| Arbitro: | Frid |

|            |           |                                 |
| Ožbolt 22’ | Marcatori | 26’ Biton 45+2’ Badash 71’ Bačo |

| Arbitro: | Reinshreiber |

|                                       |           |  |
| Gloukh 75’ Zahavi 80’ Jovanović 90+4’ | Marcatori |  |

| Arbitro: | Grinfeld |

|                          |           |  |
| Einbinder 62’ Ožbolt 67’ | Marcatori |  |

| Netanya 23 ottobre 2022, ore 21:00 UTC+3 9ª giornata | Hapoel Hadera | 0 – 0 referto | Hapoel Tel Aviv | Stadio Netanya (? spett.)\| Arbitro: \| Levi \| |
| Arbitro:                                             | Levi          |               |                 |                                                 |

| Arbitro: | Asulin |

|                             |           |            |
| Ožbolt 35’ (rig.) Mazal 72’ | Marcatori | 16’ Shviro |

| Arbitro: | Shmulevich |

|               |           |  |
| Mamatah 90+4’ | Marcatori |  |

| Arbitro: | Shmuelevich |

|                       |           |                      |
| Ožbolt 14’ Zrihan 84’ | Marcatori | 35’ (aut.) Einbinder |

| Arbitro: | Levi |

|                                                        |           |                                 |
| Chery 10’ David 15’ Atzili 19’ Atzili 31’ Abu Fani 63’ | Marcatori | 38’ (rig.) Einbinder 85’ Twizer |

| Arbitro: | Ben Avraham |

|                                    |           |                                    |
| Ožbolt 59’ Israelov 78’ Zrihan 84’ | Marcatori | 12’ Peretz 45+3’ Arel 71’ Turgeman |

| Arbitro: | Reinshreiber |

|            |           |               |
| Puljić 12’ | Marcatori | 86’ Einbinder |

| Arbitro: | Shiloach |

|            |           |               |
| Ožbolt 41’ | Marcatori | 56’ Gandelman |

| Arbitro: | Layba |

|                                                                    |           |  |
| Shamir 7’ Selmani 18’ Yehezkel 28’ Hemed 49’ Gordana 54’ Hemed 76’ | Marcatori |  |

| Arbitro: | Yigal |

|               |           |             |
| Einbinder 48’ | Marcatori | 60’ Kutalia |

| Gerusalemme 21 gennaio 2023, ore 15:00 UTC+2 19ª giornata | Hapoel Gerusalemme | 0 – 0 referto | Hapoel Tel Aviv | Stadio Teddy Kollek\| Arbitro: \| Layba \| |
| Arbitro:                                                  | Layba              |               |                 |                                            |

| Tel Aviv 28 gennaio 2023, ore 20:00 UTC+2 20ª giornata | Hapoel Tel Aviv | 0 – 0 referto | Maccabi Tel Aviv | Stadio Bloomfield\| Arbitro: \| Levi \| |
| Arbitro:                                               | Levi            |               |                  |                                         |

| Arbitro: | Ben Shalom |

|            |           |            |
| Koszta 77’ | Marcatori | 45’ Ožbolt |

| Tel Aviv 12 febbraio 2023, ore 20:15 UTC+2 22ª giornata | Hapoel Tel Aviv | 0 – 0 referto | Hapoel Hadera | Stadio Bloomfield\| Arbitro: \| Shmuelevich \| |
| Arbitro:                                                | Shmuelevich     |               |               |                                                |

| Arbitro: | Layba |

|  |           |            |
|  | Marcatori | 16’ Ožbolt |

| Arbitro: | Grinfeld |

|               |           |                         |
| Einbinder 24’ | Marcatori | 47’ Mugeese 86’ Mugeese |

| Arbitro: | Frid |

|              |           |                                  |
| Moreno 45+6’ | Marcatori | 15’ Ilić 82’ Ožbolt 90+4’ Layous |

| Arbitro: | Shmuelevich |

|  |           |            |
|  | Marcatori | 69’ Atzili |

#### Gruppoplayout
| Arbitro: | Reinshreiber |

|                       |           |                     |
| Morozov 62’ Tamir 83’ | Marcatori | 49’ (aut.) A. Cohen |

| Arbitro: | Layba |

|                     |           |              |
| Ožbolt 60’ Ilić 86’ | Marcatori | 90+5’ Fadida |

| Arbitro: | Ben Avraham |

|             |           |  |
| Turgeman 5’ | Marcatori |  |

| Arbitro: | Shiloach |

|             |           |                            |
| Ramot 90+2’ | Marcatori | 25’ Spendlhofer 82’ Koszta |

| Arbitro: | Leibovitz |

|  |           |            |
|  | Marcatori | 18’ Layous |

| Arbitro: | Reinshreiber |

|                                  |           |                     |
| Ghanem 57’ Ben Shabat 78’ (aut.) | Marcatori | 15’ Sebai 24’ Sebai |

| Arbitro: | Levi |

|                |           |                       |
| Nachmani 90+3’ | Marcatori | 15’ Twizer 27’ Twizer |

### Coppa d'Israele
L'Hapoel Tel Aviv comincerà la sua partecipazione alla Coppa d'Israele dall'ottavo turno.
| Afula 12 dicembre 2022, ore 19:45 UTC+2 Ottavo turno (gara unica) | Hapoel Afula | 1 – 0 referto | Hapoel Tel Aviv | Stadio Afula Illit |
| \| \| \| \| \| 78’ Hirsh \| Marcatori \| \|                       |              |               |                 |                    |
|                                                                   |              |               |                 |                    |
| 78’ Hirsh                                                         | Marcatori    |               |                 |                    |

Con la sconfitta per 1-0 subita dall'Hapoel Afula, l'Hapoel Tel Aviv è stato eliminato dalla Coppa di Israele.

### Toto Cup

#### Fase a gironi (Gruppo B)
| Arbitro: | David Foxman |

|          |           |                                 |
| Zada 51’ | Marcatori | 2’ Layous 25’ Azulay 68’ Senior |

| Arbitro: | Ohad Asulin |

|                          |           |                                   |
| Binyamin 20’ Cohen 90+2’ | Marcatori | 8’ Mamatah 48’ Salinas 90+5’ Levi |

| Tel Aviv 13 agosto 2022, ore 20:30 UTC+3 3ª giornata               | Hapoel Tel Aviv | 2 – 1 referto | Beitar Gerusalemme | Stadio Bloomfield |
| \| \| \| \| \| Ghanem 65’ Ožbolt 69’ \| Marcatori \| 90+5’ Shua \| |                 |               |                    |                   |
|                                                                    |                 |               |                    |                   |
| Ghanem 65’ Ožbolt 69’                                              | Marcatori       | 90+5’ Shua    |                    |                   |

| Arbitro: | Roi Reinshreiber |

|             |           |                                  |
| Plumain 54’ | Marcatori | 21’ Ghanem 23’ Lemkin 52’ Ghanem |

Classificandosi al 1º posto del girone B, l'Hapoel Tel Aviv si è qualificato per le semifinali di Toto Cup.

#### Semifinali
| Arbitro: | Odeh Na'al |

|                                            |                      |                                                 |
| Lemkin 4’ (aut.) Elias 66’ Harush 90’      | Marcatori            | 1’ Layous 41’ Ožbolt 67’ Layous                 |
| Gordana Lopes Safouri Shamir Shechter Tibi | Tiri di rigore 4 – 3 | Layous Lemkin Gurfinkel Israelov Mazal Keltjens |

Con la sconfitta subita ai calci di rigore dall'Hapoel Beer Sheva, l'Hapoel Tel Aviv è stato eliminato dalla Toto Cup.

## Statistiche

### Statistiche di squadra
| Competizione    | Punti | In casa | In casa | In casa | In casa | In casa | In casa | In trasferta | In trasferta | In trasferta | In trasferta | In trasferta | In trasferta | Totale | Totale | Totale | Totale | Totale | Totale | DR  |
| Competizione    | Punti | G       | V       | N       | P       | Gf      | Gs      | G            | V            | N            | P            | Gf           | Gs           | G      | V      | N      | P      | Gf     | Gs     | DR  |
| --------------- | ----- | ------- | ------- | ------- | ------- | ------- | ------- | ------------ | ------------ | ------------ | ------------ | ------------ | ------------ | ------ | ------ | ------ | ------ | ------ | ------ | --- |
| Ligat Ha`Al     | 37    | 16      | 4       | 6       | 6       | 19      | 22      | 17           | 5            | 4            | 8            | 17           | 28           | 33     | 9      | 10     | 14     | 36     | 50     | -14 |
| Coppa d'Israele | -     | 0       | 0       | 0       | 0       | 0       | 0       | 1            | 0            | 0            | 1            | 0            | 1            | 1      | 0      | 0      | 1      | 0      | 1      | -1  |
| Toto Cup        | 9     | 2       | 1       | 0       | 1       | 4       | 4       | 3            | 2            | 1            | 0            | 9            | 5            | 5      | 3      | 1      | 1      | 13     | 9      | +4  |
| Totale          | -     | 18      | 5       | 6       | 7       | 23      | 26      | 21           | 7            | 5            | 9            | 26           | 34           | 39     | 12     | 11     | 16     | 49     | 60     | -11 |

### Statistiche individuali
Nota: Le statistiche individuali riguardanti la Coppa d'Israele non sono al momento disponibili.
| Giocatore        | Ligat Ha`Al | Ligat Ha`Al | Ligat Ha`Al | Ligat Ha`Al | Coppa d'Israele | Coppa d'Israele | Coppa d'Israele | Coppa d'Israele | Toto Cup | Toto Cup | Toto Cup    | Toto Cup   | Totale   | Totale | Totale      | Totale     |
| Giocatore        | Presenze    | Reti        | Ammonizioni | Espulsioni  | Presenze        | Reti            | Ammonizioni     | Espulsioni      | Presenze | Reti     | Ammonizioni | Espulsioni | Presenze | Reti   | Ammonizioni | Espulsioni |
| ---------------- | ----------- | ----------- | ----------- | ----------- | --------------- | --------------- | --------------- | --------------- | -------- | -------- | ----------- | ---------- | -------- | ------ | ----------- | ---------- |
| T. Archel        | 1           | 0           | 0           | 0           | 0               | 0               | 0               | 0               | 1        | 0        | 1           | 0          | 2        | 0      | 1           | 0          |
| R. Assayag       | 2           | 0           | 0           | 0           | 0               | 0               | 0               | 0               | 0        | 0        | 0           | 0          | 2        | 0      | 0           | 0          |
| Y. Azulay Shlomy | 15          | 0           | 0           | 0           | 0               | 0               | 0               | 0               | 4        | 1        | 1           | 0          | 19       | 1      | 1           | 0          |
| Y.G. Benbenisti  | 1           | 0           | 0           | 0           | 0               | 0               | 0               | 0               | 0        | 0        | 0           | 0          | 1        | 0      | 0           | 0          |
| R. Binyamin      | 12          | 0           | 2           | 0           | 0               | 0               | 0               | 0               | 4        | 1        | 0           | 0          | 16       | 1      | 2           | 0          |
| B. Bitton        | 22          | 0           | 5           | 0           | 0               | 0               | 0               | 0               | 4        | 0        | 1           | 0          | 26       | 0      | 6           | 0          |
| A. Boljević      | 14          | 0           | 4           | 0           | 0               | 0               | 0               | 0               | 0        | 0        | 0           | 0          | 14       | 0      | 4           | 0          |
| A. Cohen         | 9           | 0           | 1           | 0           | 0               | 0               | 0               | 0               | 4        | 1        | 0           | 0          | 13       | 1      | 1           | 0          |
| Y. Cohen         | 1           | 0           | 1           | 0           | 0               | 0               | 0               | 0               | 0        | 0        | 0           | 0          | 1        | 0      | 1           | 0          |
| A. Conte         | 16          | 0           | 1           | 2           | 0               | 0               | 0               | 0               | 1        | 0        | 0           | 0          | 17       | 0      | 1           | 2          |
| O. Davida        | 0           | 0           | 0           | 0           | 0               | 0               | 0               | 0               | 3        | 0        | 1           | 0          | 3        | 0      | 1           | 0          |
| D. Einbinder     | 30          | 5           | 5           | 0           | 0               | 0               | 0               | 0               | 1        | 0        | 2           | 1          | 31       | 5      | 7           | 1          |
| A. Ela           | 1           | 0           | 0           | 0           | 0               | 0               | 0               | 0               | 0        | 0        | 0           | 0          | 1        | 0      | 0           | 0          |
| D. Elo           | 13          | 0           | 1           | 0           | 0               | 0               | 0               | 0               | 2        | 0        | 0           | 0          | 15       | 0      | 1           | 0          |
| K. Ganem         | 1           | 0           | 0           | 0           | 0               | 0               | 0               | 0               | 0        | 0        | 0           | 0          | 1        | 0      | 0           | 0          |
| Q. Ghanem        | 22          | 3           | 3           | 0           | 0               | 0               | 0               | 0               | 2        | 3        | 0           | 0          | 24       | 6      | 3           | 0          |
| S. Genis         | 1           | 0           | 0           | 0           | 0               | 0               | 0               | 0               | 0        | 0        | 0           | 0          | 1        | 0      | 0           | 0          |
| P. González      | 6           | 2           | 1           | 0           | 0               | 0               | 0               | 0               | 1        | 0        | 0           | 0          | 7        | 2      | 1           | 0          |
| A. Gotlieb       | 28          | 0           | 7           | 0           | 0               | 0               | 0               | 0               | 3        | 0        | 0           | 0          | 31       | 0      | 7           | 0          |
| Y. Gurfinkel     | 29          | 0           | 2           | 0           | 0               | 0               | 0               | 0               | 3        | 0        | 0           | 0          | 32       | 0      | 2           | 0          |
| S. Hernandez     | 1           | 0           | 0           | 0           | 0               | 0               | 0               | 0               | 0        | 0        | 0           | 0          | 1        | 0      | 0           | 0          |
| H. Ilić          | 10          | 2           | 0           | 0           | 0               | 0               | 0               | 0               | 0        | 0        | 0           | 0          | 10       | 2      | 0           | 0          |
| O. Israelov      | 16          | 1           | 2           | 0           | 0               | 0               | 0               | 0               | 1        | 0        | 0           | 0          | 17       | 1      | 2           | 0          |
| E.Y. Kancepolsky | 22          | 1           | 5           | 1           | 0               | 0               | 0               | 0               | 4        | 0        | 2           | 0          | 26       | 1      | 7           | 1          |
| D. Keltjens      | 23          | 0           | 5           | 0           | 0               | 0               | 0               | 0               | 1        | 0        | 0           | 0          | 24       | 0      | 5           | 0          |
| H. Layous        | 22          | 2           | 3           | 0           | 0               | 0               | 0               | 0               | 2        | 3        | 1           | 0          | 24       | 5      | 4           | 0          |
| S. Lemkin        | 23          | 0           | 4           | 0           | 0               | 0               | 0               | 0               | 5        | 1        | 0           | 0          | 28       | 1      | 4           | 0          |
| L.O. Mizrahi     | 0           | 0           | 0           | 0           | 0               | 0               | 0               | 0               | 1        | 0        | 0           | 0          | 1        | 0      | 0           | 0          |
| A. Ožbolt        | 29          | 11          | 3           | 0           | 0               | 0               | 0               | 0               | 5        | 2        | 0           | 0          | 34       | 13     | 3           | 0          |
| L. Ramot         | 2           | 1           | 1           | 0           | 0               | 0               | 0               | 0               | 2        | 0        | 0           | 0          | 4        | 1      | 1           | 0          |
| G. Roemeratoe    | 24          | 0           | 7           | 0           | 0               | 0               | 0               | 0               | 5        | 0        | 1           | 0          | 29       | 0      | 8           | 0          |
| O. Senior        | 23          | 1           | 3           | 0           | 0               | 0               | 0               | 0               | 5        | 1        | 1           | 0          | 28       | 2      | 4           | 0          |
| I. Sharon        | 1           | -1          | 0           | 0           | 0               | 0               | 0               | 0               | 1        | -3       | 0           | 0          | 2        | -4     | 0           | 0          |
| I. Sholmyster    | 0           | 0           | 0           | 0           | 0               | 0               | 0               | 0               | 1        | 0        | 0           | 0          | 1        | 0      | 0           | 0          |
| Y. Tomer         | 1           | 0           | 0           | 0           | 0               | 0               | 0               | 0               | 0        | 0        | 0           | 0          | 1        | 0      | 0           | 0          |
| R. Twizer        | 5           | 3           | 1           | 0           | 0               | 0               | 0               | 0               | 0        | 0        | 0           | 0          | 5        | 3      | 1           | 0          |
| N. Zrihan        | 17          | 2           | 1           | 0           | 0               | 0               | 0               | 0               | 0        | 0        | 0           | 0          | 17       | 2      | 1           | 0          |
| E. Zubas         | 14          | -13         | 1           | 0           | 0               | 0               | 0               | 0               | 0        | 0        | 0           |            | 14       | -13    | 1           | 0          |
| A. Dosso         | 9           | 0           | 0           | 0           | 0               | 0               | 0               | 0               | 4        | 0        | 1           | 0          | 13       | 0      | 1           | 0          |
| S.L. Izan        | 1           | 0           | 0           | 0           | 0               | 0               | 0               | 0               | 0        | 0        | 0           | 0          | 1        | 0      | 0           | 0          |
| S. Marinovic     | 18          | -37         | 1           | 0           | 0               | 0               | 0               | 0               | 4        | -6       | 0           | 0          | 22       | -43    | 1           | 0          |
| S. Mazal         | 12          | 1           | 1           | 0           | 0               | 0               | 0               | 0               | 3        | 0        | 0           | 0          | 15       | 1      | 1           | 0          |
| S. Sallalich     | 7           | 0           | 0           | 0           | 0               | 0               | 0               | 0               | 2        | 0        | 0           | 0          | 9        | 0      | 0           | 0          |
| I. Vered         | 8           | 0           | 3           | 0           | 0               | 0               | 0               | 0               | 1        | 0        | 2           | 1          | 9        | 0      | 5           | 1          |